# Rodolfo Rodino
Rodolfo Rodino (nascido em 31 de julho de 1937) é um ex-ciclista uruguaio. Representou o Uruguai durante os Jogos Olímpicos de 1960, nas provas de corrida em estrada e perseguição por equipes.